# Ma Kai
Ma Kai, (en chino: 马凯, en pinyin: Mǎ Kǎi, Jinshan, junio de 1946) es un político chino, uno de los cuatro Vice Primeros Ministros de China. Anteriormente fue Consejero de Estado y Secretario General del Consejo de Estado de China.

## Biografía
Ma Kai nació en Jinshan, Shanghái, en junio de 1946. Recibió su título de maestría de la Universidad Renmin de China en 1982.
En 2003 se le dio la responsabilidad de la Comisión de Desarrollo y Reforma, una organización que cuenta con un amplio control administrativo y de planificación de la economía de la República Popular de China. Está empeñado en sacar adelante políticas chinas en relación con el calentamiento global. 
Fue miembro de los 16° y 17° Comité Central del Partido Comunista de China y actualmente es el cuarto Vicepremier de la República Popular China, elegido miembro del 18° Buró Político en 2012.